# Колеџ уједињеног света у Дилиџану
Колеџ уједињеног света у Дилиџану је четрнаести члан покрета , од укупно 16 колеџа широм света, као и први интернационални интернат у Јерменији. Колеџ је примио својих првих 96 полазника (студенти ИБ1 - једанаести разред) у септембру 2014. године. Тренутно, он нуди 1. и 2. степен ИБ дипломе (11. и 12. разред).IB Diploma програм Архивирано на веб-сајту  (1. септембар 2016)
Мисија колеџа и Покрета UWC је „Претварање образовања у силу која уједињује људе, нације и културе зарад мира и одрживе будућности”.
Део школе налази се на територији Националног парка Дилиџан.

## Мисија
Дилиџан је заједница која ради на успостављању мирнијег, правичнијег и одрживијег света кроз уравнотежено, изазовно и револуционарно образовање људи из различитих делова света. Колеџ има за циљ да буде саставни део Дилиџана и да има позитиван лични, локални и глобални утицај. С друге стране, школа прати главни мисију покрета UWC који је претварање образовања у силу која уједињује људе, нације и културе зарад мира и одрживе будућности.

## Управа
Колеџ уједињеног света у Дилиџану је настао из првобитне идеје о стварању Националне јерменске школе у Дилиџану, по први пут представљене 2006. године од стране Рубена Вардањана и Веронике Зонабенд уз подршку осталих Покровитеља (Гагик Адибекјан из Русије, Нубар и Ана Афејан из Сједињених Америчких Држава, Владимир и Ана Аветисјан из Русије и Олег Мкрчјан из Украјине, као и још 4 анонимна покровитеља).
Колеџ је званично отворен 11. октобра 2014. године за школску 2014—2015. годину, а свечаности су присуствовали председник Јерменије Серж Саргсјан, председник Србије Томислав Николић, Католикос Карекин II од Јерменије и патријарх Мар Игњације Ефраим II сиријски.

## Грађевина
Територија под власништвом Колеџа је укупне површине од 87,1 хектара, од чега је 67 хектара дато Националном парку Дилиџан у закуп на 99 година.
Развој површине од 20,1 хектара, у коју је укључено пројектовање објеката, подељен је у два сегмента: 8,1 хектара је изграђено до 2014. године, а 12 хектара се планира да буде изграђено до краја 2017. године. 
Пројектовани су следећи објекти:
- Главна школска зграда (13.180 m2)
- Спортска дворана (6.300 m2)
- Техничка зграда (456 m2)
- Паркинг (470 m2)
- Медицински центар (368 m2)
- Студентски смештај 1 (5.000 m2)
- Студентски смештај 2 (5.000 m2)
- Студентски смештај 3 (5.000 m2)
- Студентски смештај 4 (5.300 m2)
- Студентски смештај 5 (5.750 m2)
- Мултифункционални центар (2.400 m2)
- Зграда 37 (445 m2)
- Помоћна зграда спортске дворане (2.200 m2)
- Уметнички павиљон (5.273 m2)
- Главна дворана (1.990 m2)
- Смештај за особље 1 (5.000 m2)
- Смештај за особље 2 (5.000 m2)

## Алумни
Дана 28. маја 2016. фодине, Колеџ уједињеног света у Дилиџану је добио своје прве матуранте. Студенти 48 нација успешно су завршили две године школовања и учествовали у церемонији свечане доделе диплома.

## Галерија
- Главни улаз у образовну установу
- Унутрашњост главне зграде
- Стаза између спортске дворане и училишта
- Спортска дворана
- Терен и трибине
- Унутрашња хала спортова
- Покривени базен
- Студенски домови
- Интернат је смештен поред реке